# Grande Vancouver
A Região Metropolitana de Vancouver (também conhecida como Greater Vancouver ou Vancouver Metropolitan Area) é uma metrópole do Canadá, na província da Colúmbia Britânica, centralizada na cidade de Vancouver. Sua população é de 2 463 431 habitantes.